# Луј Труселије
Луј Труселије (фр. Louis Trousselier; 29. јун 1881 — 24. април 1939) бивши је француски професионални бициклиста у периоду од 1902. до 1914. године. Највећи успех остварио је 1905. године, освојивши Тур де Франс, исте године, освојио је и Париз—Рубе, док је на Олимпијским играма 1900 освојио бронзану медаљу у трци на поене. 

## Каријера
Пре почетка професионалне каријере, Труселије је учествовао на Летњим олимпијским играма 1900 као аматер и освојио је треће место на трци по поенима, 5 километара на велодрому. 1902. је прешао у професионалце освојио је трке Рен—Париз и Тулуз—Лушон—Тулуз. 1903. освојио је треће место на Париз—Рубеу.
1905. године, Труселије је, са 18 година, освојио Париз—Рубе, након чега је возио свој први Тур де Франс, узевши неколико дана слободно из војске и морао је да оствари добар резултат да би се сачувао од казне. Доминирао је Туром, победивши на пет етапа и освојио га је са 35 поена испред другопласираног. Победа му је донела многе награде, уговоре да вози широм Француске и бонусе од спонзора.
Возио је добро и наредне године, али никад више није био на нивоу од 1905. На Тур де Франсу освојио је треће место, уз четири етапне победе. Након чега је освојио друго место на Париз Турс трци и друго место на трци Бал ди Ор, на Велодрому.
1907. завршио је трећи на Париз—Рубеу и на националном првенству. Тур де Франс је почео победом на првој етапи, али је трку морао да напусти током десете етапе. Труселије је постао специјалиста за дуге једнодневне трке, па је након другог места на националном првенству и трећег на трци Париз—Брисел, освојио трку Бордо—Париз 1908. године, 26 минута испред другопласираног Сирила ван Хауверта. Тур де Франс је напустио током друге етапе.
1909. освојио је друго место на Париз—Рубеу и на трци Бордо—Париз, а затим је по први пут возио Ђиро д’Италију, али је напустио након две етапе. На Тур де Франсу победио је на једној етапи, а у генералном пласману и завршио је тек на осмом месту. Наредне године успио је да победи на једној етапи на Тур де Франсу, док је на тркама Бордо—Париз и Париз Турс завршио на другом месту, као и на Милан—Санрему годину касније.
До краја каријере није успио да забележи ниједну велику победу, возећи Тур де Франс и 1913. и 1914. али је оба пута завршио ван топ 10. Каријеру је завршио када је почео Први светски рат.

## Приватни живот
Труселије је рођен у богатој породици, која је водила бизнис са цвећем у центру Париза. Његова браћа, Леополд и Андре, такође су били бициклисти, али нису били толико успешни. Био је познат и као велики шаљивџија. Тренирао је са пријатељима, а затим би се зауставили у најскупљем ресторану који су могли да нађу. При крају оброка, почели би са расправом и њихов повишени тон привукао би пажњу гостионичара. Када би он дошао да интервенише, рекли би му да се расправљају око тога ко је бољи возач и да је једини начин да то утврде, да се тркају. Гостионичар је позват да постави репер неколико колимотара даље, до којег би и они возили па би се окренули назад до ресторана. Ко дође задњи, плаћа рачун. Гостионичар би урадио тако, само што се они никад не би вратили. Када је почео Први светски рат, Труселије је преузео породични бизнис.